# 愛秩序灣

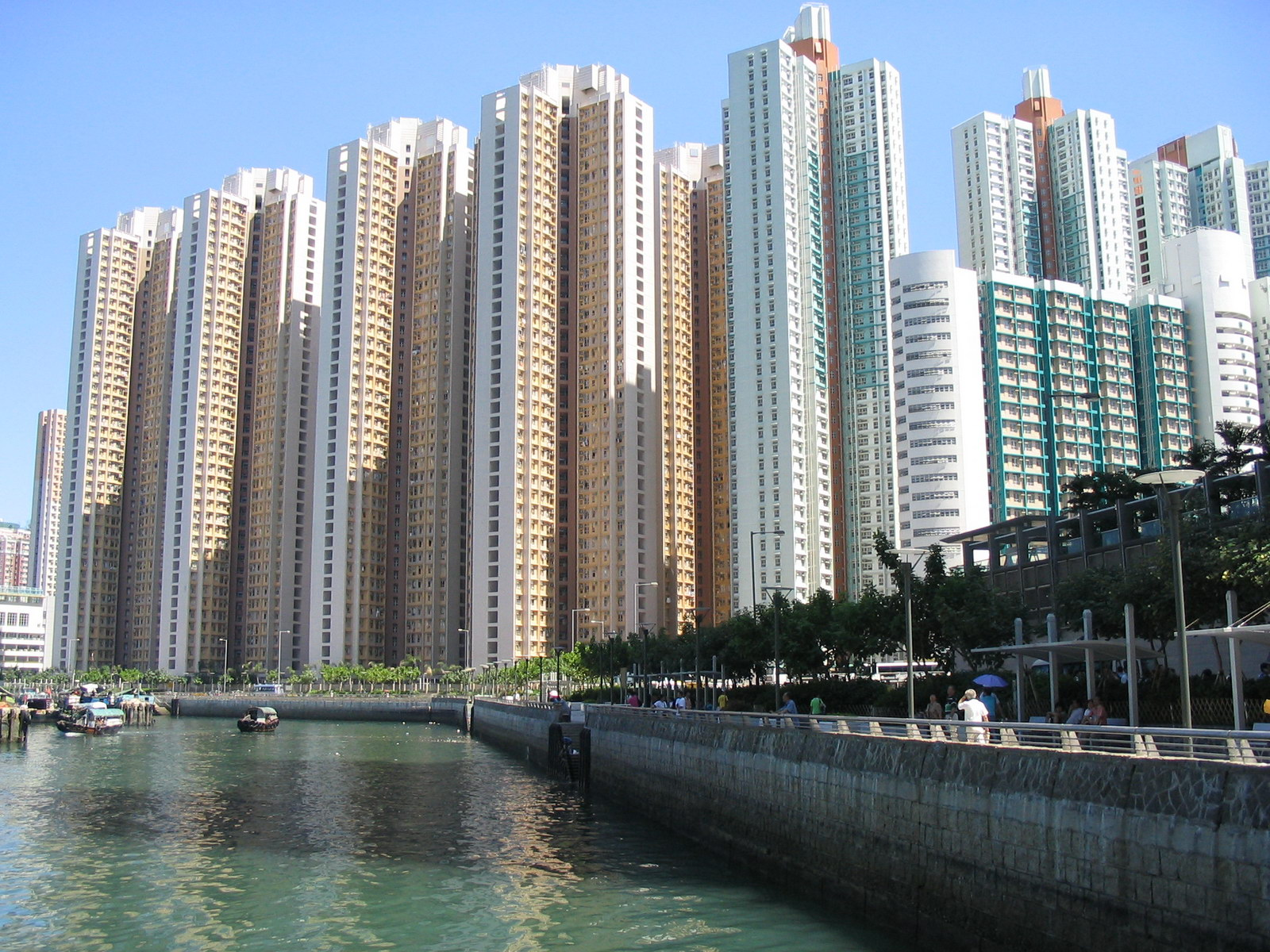
愛秩序灣住宅群

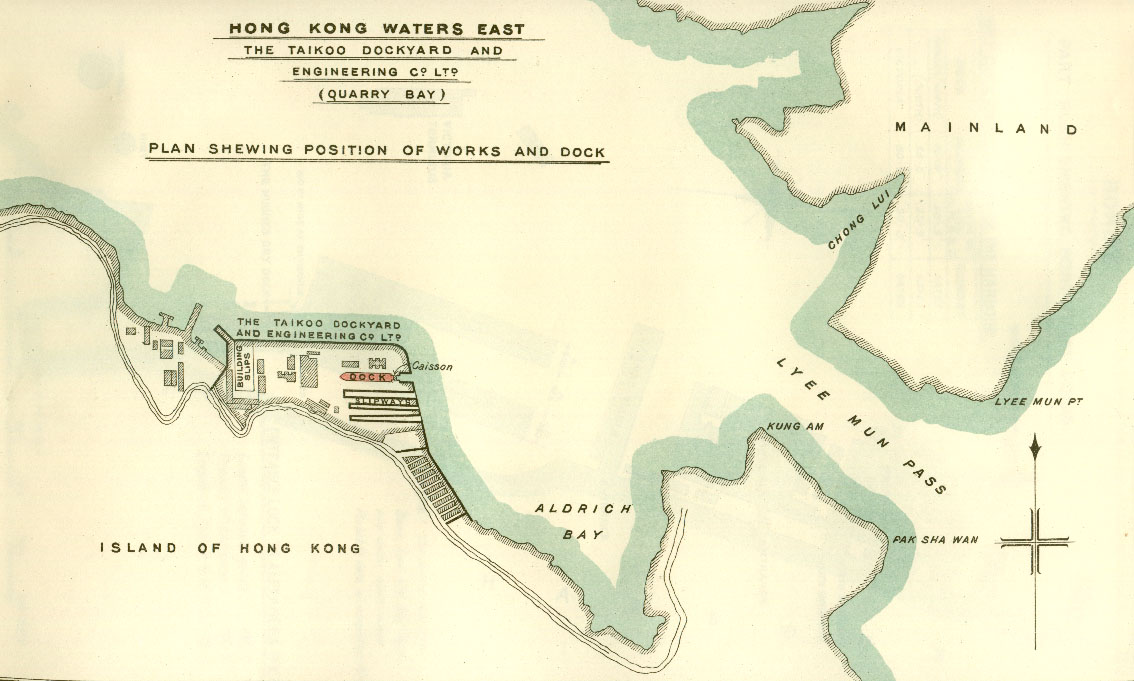
1900年代愛秩序灣的位置圖

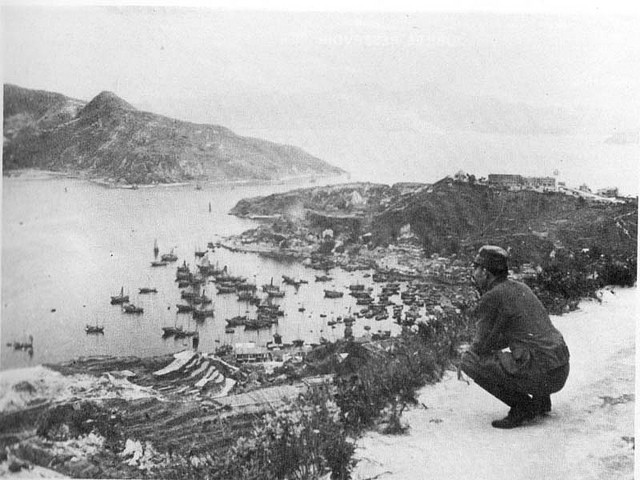
1941年日佔時期的愛秩序灣

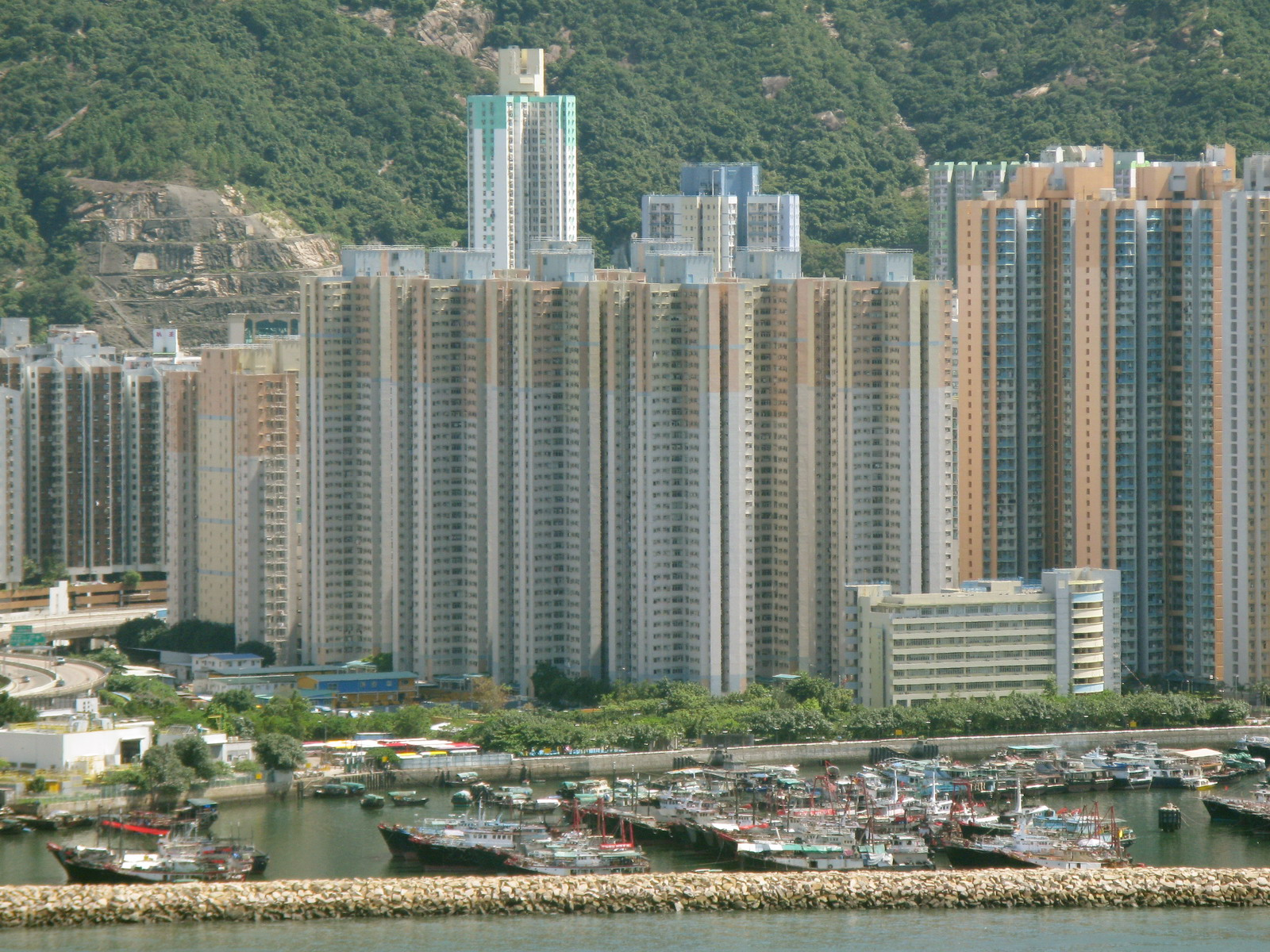
愛蝶灣

愛秩序灣（英語：Aldrich Bay）是香港昔日的一個海灣，位於香港島東區，筲箕灣的北部，阿公岩以西。海灣因為填海工程而消失，現時已融合為筲箕灣的一部份。現時愛秩序街的定線，大致可以反映當時的海岸線。

## 歷史
愛秩序灣得名於英國軍官愛秩序少校。他於1842年到達香港負責制訂英軍的防守計劃。由於他整頓軍紀效果顯著，因此當海灣於1845年決定以他來命名時，中文便翻譯成「愛秩序」。
由於愛秩序灣除北面以外都被陸地包圍，所以政府在海灣北面興建防波堤，成為了筲箕灣避風塘。每逢颱風襲港的日子，筲箕灣避風塘都擠滿了漁船。此外，在過往端午節期間，避風塘亦有舉辦龍舟競渡賽事。
愛秩序灣旁的木屋區，曾於1976年2月1日發生五級大火，有接近三千人受災，共有過千間木屋及艇屋被焚毀。

## 填海發展
1990年代，為進一步發展東區的土地，使該區能夠容納更多人口，愛秩序灣被填平，成為今日的愛蝶灣、愛東邨等多個屋邨和屋苑的所在地。而政府亦在原來的防坡堤以外再建兩條新的防坡堤，劃出了今日新的筲箕灣避風塘位置。
原愛秩序灣避風塘填海工程於1997年11月完成，並於2001年初開始發展，可容納約30,000名居民（包括18,000名公屋居民及9,000名居屋居民）。

## 周邊設施

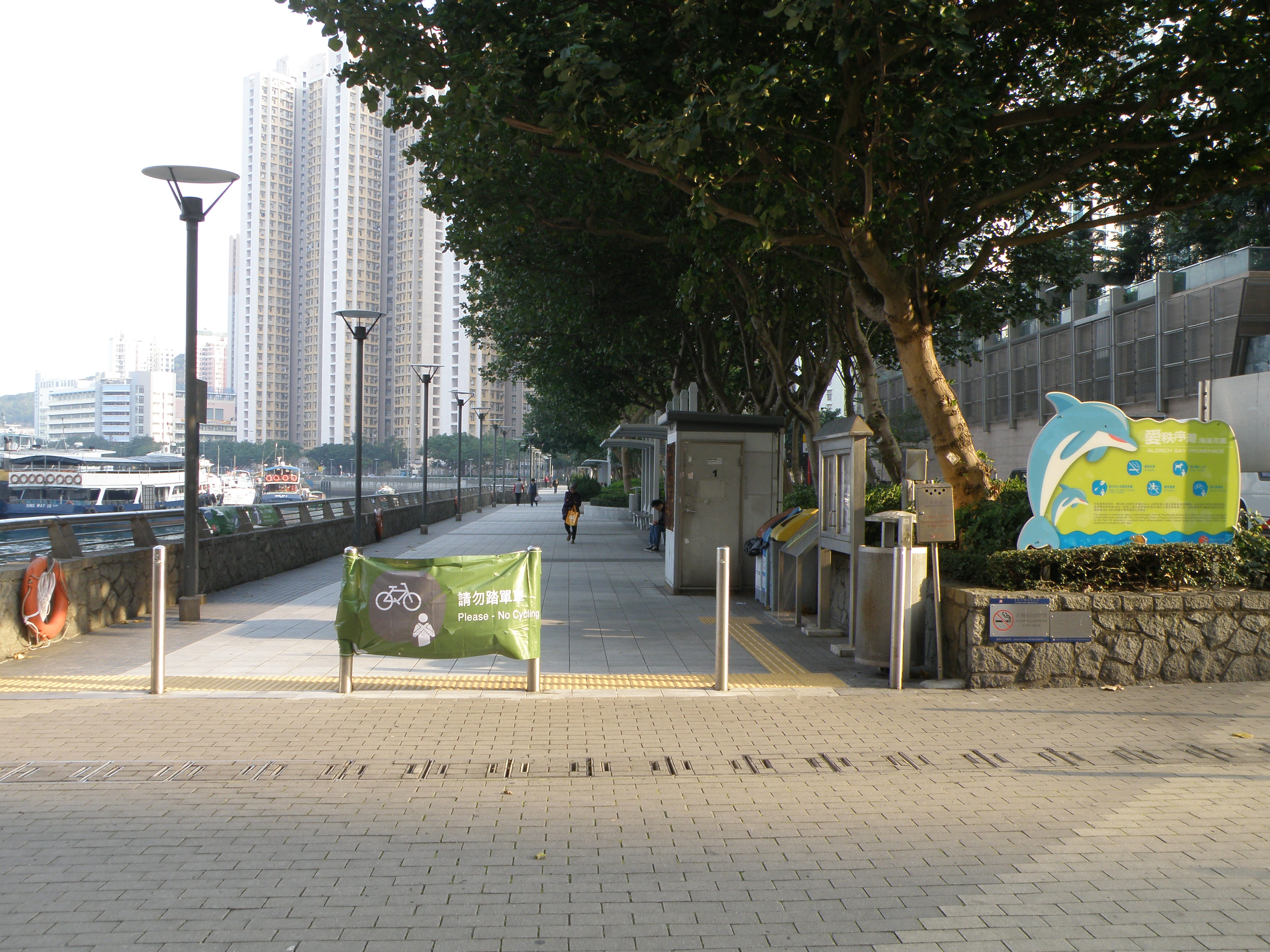
愛秩序灣海濱花園
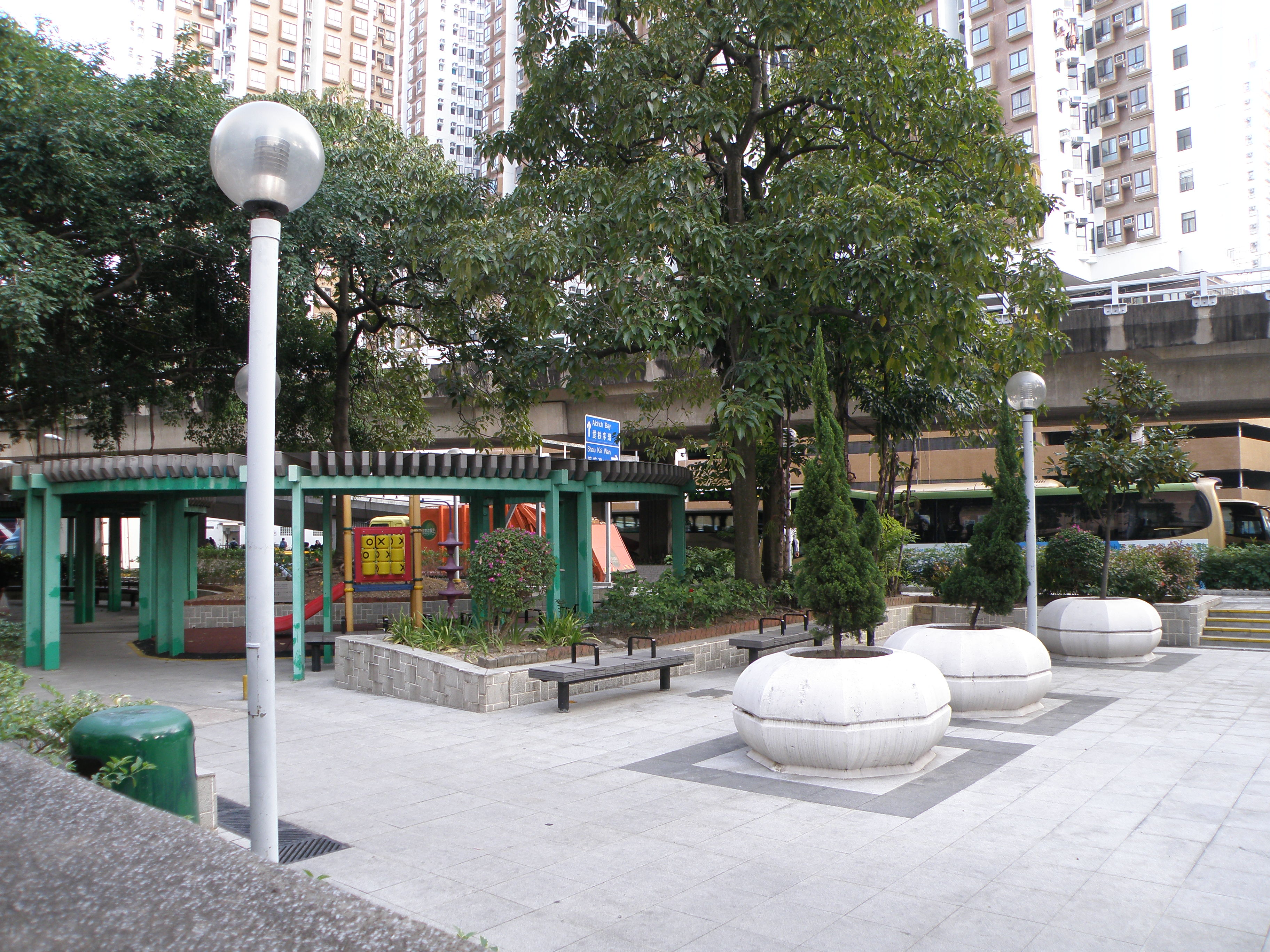
愛秩序灣兒童遊樂場
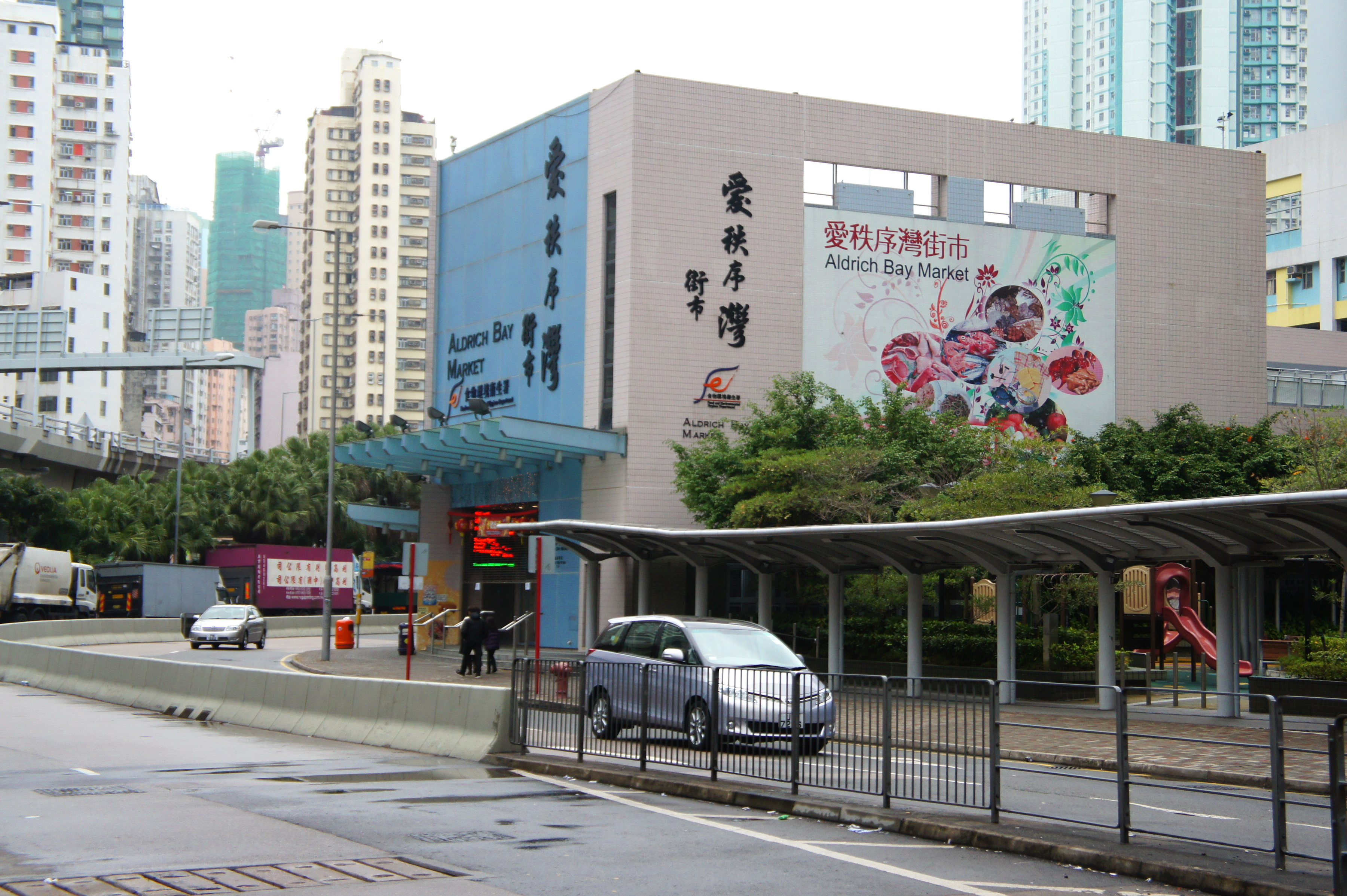
愛秩序灣綜合服務大樓

## 區議會議席分佈
為方便比較，以下列表以新成街、東區走廊、愛德街以東至大潭道、鯉魚門公園以西為範圍。
| 年度/範圍                                                | 2000-2003              | 2004-2007              | 2008-2011              | 2012-2015              | 2016-2019              | 2020-2023              | 2024-2027 |
| -------------------------------------------------------- | ---------------------- | ---------------------- | ---------------------- | ---------------------- | ---------------------- | ---------------------- | --------- |
| 筲箕灣東大街以東至鯉魚門公園                             | 阿公岩選區             | 阿公岩選區             | 阿公岩選區             | 阿公岩選區             | 阿公岩選區             | 阿公岩選區             | 康灣選區  |
| 柴灣道往東區走廊支路以東、東區走廊以南、筲箕灣東大街以西 | 筲箕灣選區             | 筲箕灣選區             | 筲箕灣選區             | 筲箕灣選區             | 筲箕灣選區             | 筲箕灣選區             | 康灣選區  |
| 東區走廊以北(即原愛秩序灣筲箕灣避風塘範圍)               | 筲箕灣選區             | 愛秩序灣選區           | 愛秩序灣選區           | 愛秩序灣選區           | 愛秩序灣選區           | 愛秩序灣選區           | 康灣選區  |
| 新成街以南、柴灣道往東區走廊支路以西(即耀東邨附近)       | 下耀東選區及上耀東選區 | 下耀東選區及上耀東選區 | 下耀東選區及上耀東選區 | 下耀東選區及上耀東選區 | 下耀東選區及上耀東選區 | 下耀東選區及上耀東選區 | 康灣選區  |

註：以上主要範圍尚有其他細微調整（包括編號），請參閱有關區議會選舉選區分界地圖及條目。

## 外部連結
- 土木工程拓展署 - 資料庫 - 2000/2001 > 香港島 > 第一部-計劃概要 > 新填海區/發展區概況：有關愛秩序灣填海區的發展